# Pölling (Gemeinde St. Andrä)
Pölling ist ein Ort in der Gemeinde St. Andrä im Lavanttal  in Kärnten (Österreich). Es hat 203 Einwohner und liegt sieben Kilometer nordwestlich von St. Andrä auf der Saualpe.

## Geschichte
Die erste Erwähnung von Pölling erfolgte 1245 unter dem Namen Polan.
Bis 1964 war Pölling eine eigenständige Gemeinde, seither gehört der Ort zur Stadtgemeinde St. Andrä.

## Öffentliche Einrichtungen
- Volksschule Pölling (seit 1876)
- Freiwillige Feuerwehr Pölling
- Katholische Pfarrkirche Pölling hl. Johannes der Täufer: 1314 wird erstmals eine Kirche in Pölling erwähnt. Sie ist gotischen Ursprungs (Chor), das Kirchenschiff wurde barockisiert.

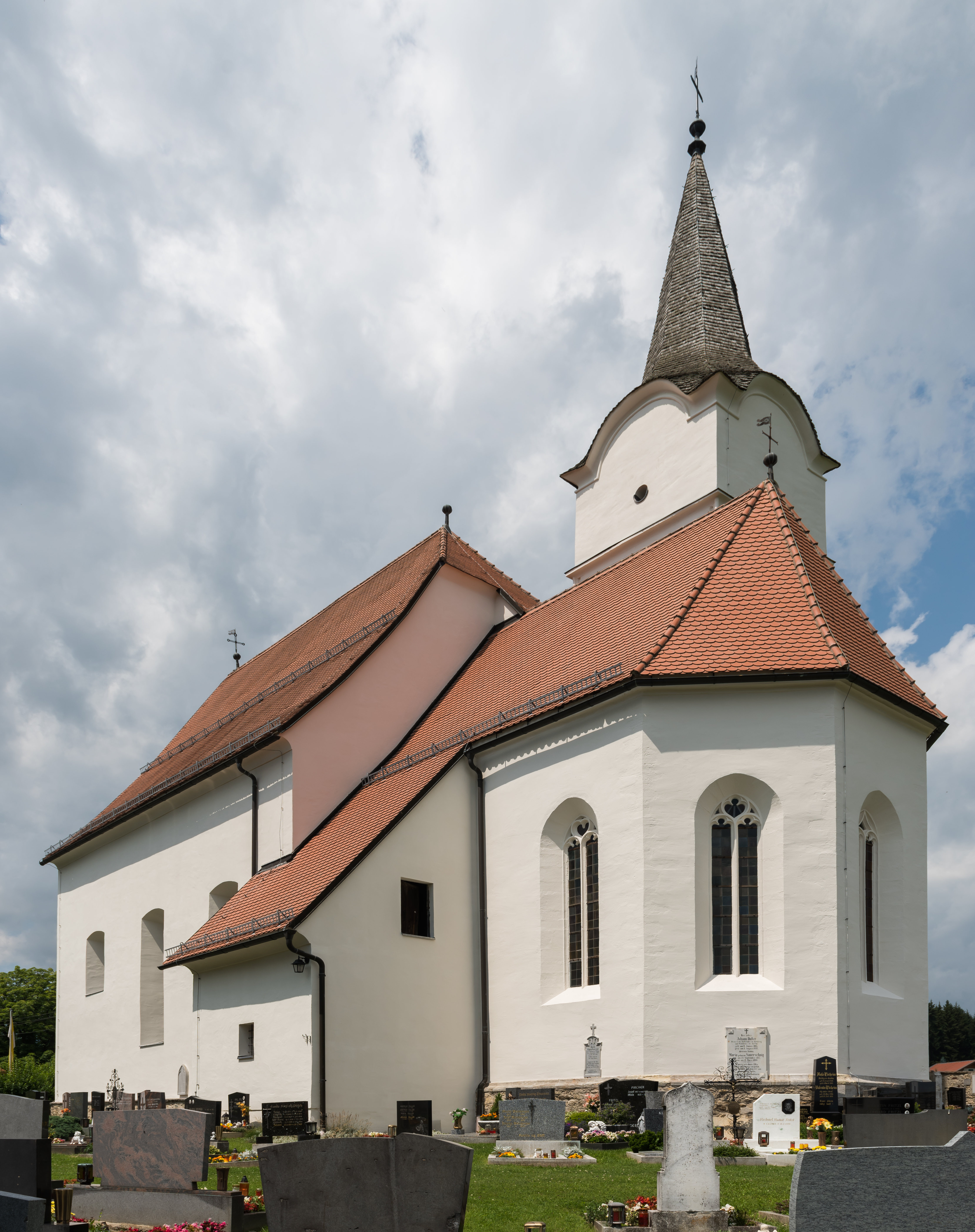
Pfarrkirche Pölling